# Brzeziny (powiat kielecki)
Brzeziny – wieś w Polsce położona w województwie świętokrzyskim, w powiecie kieleckim, w gminie Morawica.
W Królestwie Polskim istniała gmina Brzeziny. W latach 1975–1998 miejscowość należała administracyjnie do województwa kieleckiego.
Od 1840 do śmierci w 1851 w Brzezinach mieszkał Rudolf Slaski, powstaniec listopadowy, odznaczony w 1831 Krzyżem Złotym Orderu Virtuti Militari. Był dzierżawcą Brzezin i wójtem gminy Brzeziny, pochowany został przy kościele (jego nagrobek z 1851 jest najstarszym zachowanym), a w kościele znajduje się poświęcona mu pamiątkowa tablica.
W latach 1931–1938 w Brzezinach mieszkał podpułkownik kawalerii Franciszek Bieberstein-Żarnowski.
Jest to najdłuższa miejscowość w województwie świętokrzyskim, położona 9 km na południowy wschód od Chęcin. W 2000 roku radni podjęli uchwałę o nadaniu nazw ulicom w Brzezinach. Od tego momentu Brzeziny liczą 19 ulic: Kielecka, Leśna, Szkolna, Chęcińska, Młyńska, Wrzosowa, Na Stadion, Przemysłowa, Komunalna, Nidziańska, Perłowa, Nad Zalewem, Sportowa, Podlesie, Dworcowa, Polna, Dolomitowa, Kolejowa, Radkowicka.
W 2002 roku w Brzezinach oddano do użytku Gminny Stadion Sportowy. We wsi działają: Zespół Pieśni i Tańca „Brzezina” – istniejący przy Zespole Szkół w Brzezinach oraz Ochotnicza Straż Pożarna założona w 1926 roku. Od 2001 roku przy parafii działa schola parafialna, której patronem jest św. Stanisław Kostka.

## Części wsi
| SIMC    | Nazwa       | Rodzaj     |
| ------- | ----------- | ---------- |
| 0253913 | Lech        | część wsi  |
| 0253920 | Nowa Wieś   | część wsi  |
| 0253936 | Okręglica   | część wsi  |
| 0253942 | Podlesie    | przysiółek |
| 0253959 | Podmorawica | część wsi  |
| 0253965 | Stara Wieś  | część wsi  |
| 0253971 | Świdwie     | część wsi  |

## Zabytki
- kościół parafialny pod wezwaniem Wszystkich Świętych z 1646 r., przebudowany w XIX w. wraz z kościelnym cmentarzem i „starą” plebanią z I połowy XIX w., wpisane do rejestru zabytków nieruchomych (nr rej.: A.428/1-3 z 4.11.1947 i z 15.02.1967)[9],
- „stary” cmentarz parafialny z początku XIX w. (nr rej.: A.429 z 14.05.1992)[9],
- „nowy” cmentarz parafialny z 1866 r. (nr rej.: A.430 z 14.05.1992)[9].